# Anna Vittoria Dolara
Anna Vittoria Dolara (Roma, 1764 – Roma, 11 gennaio 1827) è stata una monaca cristiana, pittrice e poetessa italiana.

## Biografia
Anna Vittoria Dolara, monaca domenicana, era figlia di Maurizio Dolara, primo cameriere di Gaetano Boncompagni-Ludovisi. Era cresciuta a contatto con le antiche famiglie nobili romane. Viveva nel Monastero di Santa Maria Maddalena, accanto al Quirinale e durante l'occupazione francese (1797-1799) provvide alle necessità delle consorelle e ai bisogni del convento, con il ricavato delle elemosine e con la vendita dei suoi dipinti. Fu poi trasferita nel monastero di  San Domenico a via Mangnanapoli, accanto a Foro di Traiano, dove restò fino al 1817.
Ebbe la protezione dell’abate Gioacchino Pizzi, poeta e drammaturgo, che le aprì le porte dell'Accademia dell'Arcadia.

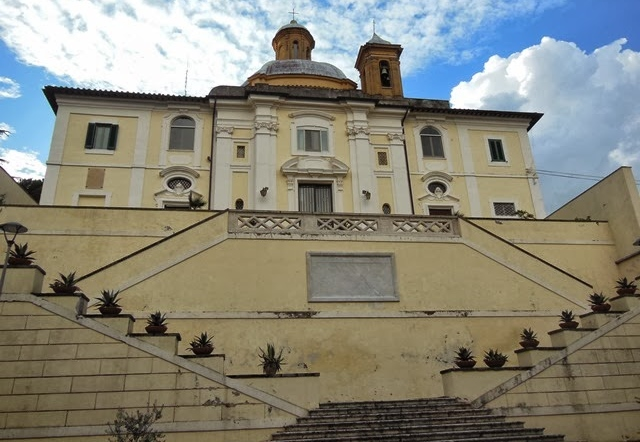
Chiesa della Madonna del Rosario (Monte Mario)

Con il nome arcade di Florinda Carisia, suor Anna Vittoria Dolara pubblicò un poemetto in ottava rima, intitolato Pianto delle Sacre Vergini Romane nella funesta Democrazia di Roma. Il poemetto denunciava le angherie degli occupanti francesi, nei confronti dei religiosi. La suora ebbe la stima di Pio VII che  ritrasse più volte. Dipinse anche Pio V, eseguì il ritratto di sue consorelle, dipinse una Beatrice Cenci (forse in copia da Guido Reni) e ritratti di Maria Luisa di Borbone-Spagna, regina d'Etruria. Dipingeva miniature, a tempera, su pergamena. Il suo autoritratto è conservato all'Archivio del Monastero dei SS. Domenico e Sisto, annesso alla chiesa della Madonna del Rosario, a Monte Mario. Morì a 63 anni, mentre era superiora del suo monastero.
Il manoscritto con le Memorie del Venerabile Monastero de' SS. Domenico e Sisto dall'epoca della Repubblica a tutto l’anno 1817 di suor Anna Vittoria Dolara fu tradotto in francese e pubblicato da Joachim Joseph Berthier nel 1919. Una edizione in italiano è stata curata Simonetta Ceglie, nel 1993.

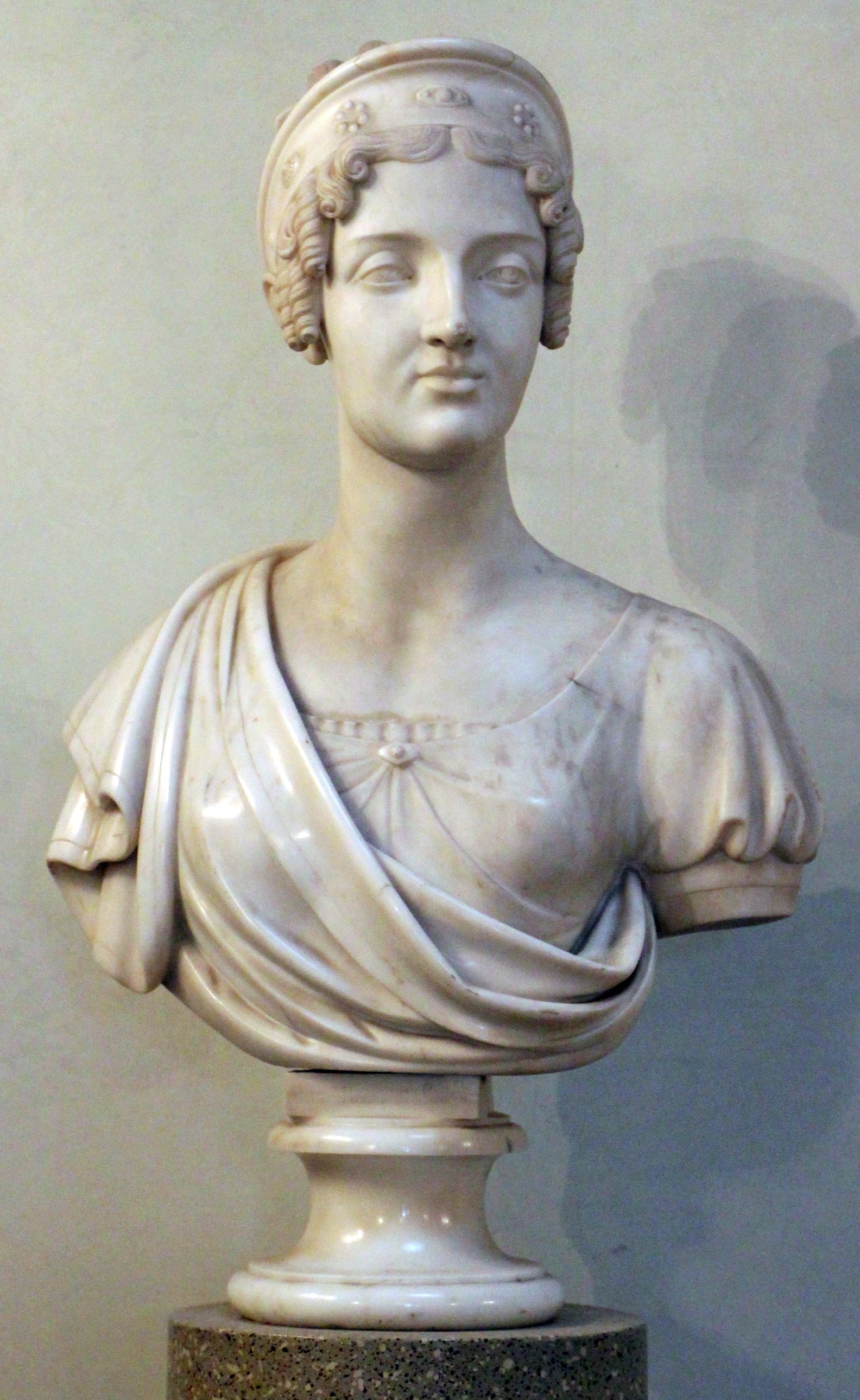
Sala bianca Pietro Leopoldo, busto di Maria Luisa di Borbone-Spagna

Suor Anna Vittoria, nel 1810, attingendo ai documenti d'archivio del convento dei SS. Domenico e Sisto, da poco restaurato, e utilizzando anche racconti e testimonianze delle sue consorelle, dopo oltre un secolo di interruzione riprese a scrivere la storia del monastero domenicano in cui viveva. Le sue Memorie facevano parte infatti di un disegno più ampio, nel tempo, e servivano a raccogliere le cronache del suo monastero, che erano state iniziate a partire dal 1632. Suor Anna Vittoria Dolara era la terza cronista a scrivere la storia del monastero e iniziò a farlo dal 1798.
Segni evidenti di una rivoluzione dei costumi si colgono dalle requisizioni di arredi sacri, soprattutto in oro e argento, compiute dalle truppe francesi, inoltre per gli arrivi di nuove religiose, trasferite da altri monasteri, soppressi dai Francesi per destinare i locali ad altri usi. Sullo sfondo della cronaca di suor Maria Vittoria si intravedono i grandi eventi che caratterizzarono la vita a Roma: l'arresto e la morte in esilio di Pio VI, l'elezione di un nuovo pontefice, la restaurazione. Il convento accolse nel 1810 Maria Luisa di Borbone-Spagna, la cui permanenza fu organizzata nei minimi dettagli, con inserimento nuovi arredi nelle stanze a lei assegnate.
Anna Vittoria Dolara è stata l'unica cronista di cui ci resti memoria, nella Roma dal 1798 a tutto il primo ventennio dell'Ottocento.